# Ryszard Romaniuk
Ryszard S. Romaniuk (ur. 8 maja 1952 w Koźminie Wielkopolskim) – polski naukowiec, inżynier elektronik, Eur.Ing. – FEANI, profesor nauk technicznych, wykładowca akademicki Politechniki Warszawskiej, dyrektor Instytutu Systemów Elektronicznych na Wydziale Elektroniki i Technik Informacyjnych Politechniki Warszawskiej, członek Fellow SPIE-The International Society for Optics and Photonics, członek „Senior Member” IEEE, członek i Sekretarz Naukowy Komitetu Elektroniki i Telekomunikacji Polskiej Akademii Nauk, stypendysta Fundacji Eisenhowera, specjalizujący się w fotonice, elektronicznych systemach pomiarowych, oraz Inżynierii Internetu.

## Życiorys
Ukończył XLI Liceum Ogólnokształcące im. Joachima Lelewela w Warszawie. Następnie podjął studia na Wydziale Elektroniki Politechniki Warszawskiej, które ukończył w 1976 r. W tym samym roku podjął studia jako doktorant w Instytucie Podstaw Elektroniki tego samego Wydziału. W czasie studiów członek drużyny koszykarskiej AZS PW. W 1980 obronił doktorat na podstawie pracy pt. Analiza dyspersji w dielektrycznym światłowodzie włóknistym pod kierownictwem profesora Adama Smolińskiego i przeszedł na stanowisko adiunkta. W latach 1990–1991 pełnił funkcję dyrektora 'Biura Koordynacji Kształcenia Kadr’ z funduszy europejskich w Ministerstwie Edukacji Narodowej i Kancelarii Prezesa Rady Ministrów. Habilitację uzyskał w 2002 r. Od roku 2005 pracował jako profesor nadzwyczajny i dyrektor Naukowy Instytutu Systemów Elektronicznych. Tytuł profesora uzyskał w 2011. Od 2012 pełni funkcję dyrektora Instytutu Systemów Elektronicznych. W Instytucie Systemów Elektronicznych PW pełnił też funkcje kierownika Zespołu Naukowego Systemów Elektronicznych dla Eksperymentów Fizyki Wielkich Energii. Uczeń profesorów Anny Radziwiłł, Adama Smolińskiego, Bohdana Paszkowskiego, Zenona Szpiglera, Tadeusza Morawskiego, Andrzeja Waksmundzkiego, Wiesława Wolińskiego, brata Wawrzyńca Aleksandra Powapińskiego. Syn Albiny Bielawnej, nauczycielki, i Stanisława Romaniuka, inżyniera, absolwenta Politechniki Wrocławskiej, budowniczego Huty Warszawa. Żonaty z Ireną Urszulą Rutkowską, dr n.med, lekarzem okulistą. Ojciec Miłosza Wawrzyńca, kapitana białej żeglugi i nauczyciela akademickiego w Akademii Pedagogiki Specjalnej.

## Współpraca krajowa i międzynarodowa
Prowadzi aktywną współpracę międzynarodową z takimi instytucjami jak: Europejska Organizacja Badań Jądrowych w Genewie, Instytut Badań Ciężkich Jonów w Darmstadt, Ośrodek Niemieckiego Synchrotronu Elektronowego w Hamburgu, Wspólny Tokamak Europejski w Culham/Oxford, Międzynarodowy Eksperymentalny Reaktor Termonuklearny w Cadarache/Marsylia, oraz współpracę krajową z Politechniką Białostocką, Politechniką Lubelską, NCBJ w Świerku, CBK PAN oraz IFPILM – gdzie jest członkiem Rad Naukowych, i innymi. W kadencji 2015–2019 pełni funkcję Przewodniczącego Rady Naukowej IFPiLM. W roku 1991 jako stypendysta Fundacji Eisenhowera odbył staż w USA, odwiedzając i prowadząc wykłady na uniwersytetach technicznych, między innymi Massachusetts Institute of Technology, University of California, Carnegie-Mellon University, University of Rochester, również tych z Ivy League – Harvard, Princeton, Cornell, a także wizytował przemysł elektroniczny, optyczny i fotoniczny, jak AT&T, Laboratorium Bella, Kodak, Boeing. W latach 2002–2008 przebywał w DESY w Hamburgu uczestnicząc z zespołem w budowie lasera na swobodnych elektronach FLASH TESLA. Od roku 1998 jest inicjatorem i głównym organizatorem międzynarodowego Sympozjum Elektroniki i Fotoniki Młodych Uczonych w Wildze. Od roku 2003 jest członkiem rady programowej europejskich projektów badawczych w zakresie rozwoju infrastrukturalnego techniki akceleratorowej. Jest także członkiem Komitetów Naukowych konferencji: Krajowa Konferencja Elektroniki, Konferencja Światłowody i ich Zastosowania, Sympozjum Techniki Laserowej, Technologia Elektronowa, i innych. Jest członkiem krajowych i międzynarodowych stowarzyszeń zawodowych: EEF, IEEE, SPIE, OSA, EPS, EOS, SEP, PTETiS, PTF, PSF.

## Działalność wydawnicza
Prowadzi krajową i międzynarodową naukową działalność wydawniczą. Od roku 1986 jest redaktorem międzynarodowej serii wydawniczej Proceedings of SPIE, w której wydał kilkadziesiąt tomów zbiorów międzynarodowych prac konferencyjnych z dziedziny systemów elektronicznych i fotoniki. Od 1990 r. jest członkiem Doradczej Rady Programowej magazynu naukowo-technicznego o zasięgu ogólno światowym Photonics Spectra, wydawanego przez Photonics Media (MA,USA). Jest członkiem Komitetu Programowego czasopisma SEP Elektronika – konstrukcje, technologie, zastosowania, vice-przewodniczącym Polskiego Komitetu Optoelektroniki SEP, oraz Przewodniczącym Komisji Kwalifikacyjnej Izby Rzeczoznawców SEP. Był założycielem w roku 2009 Photonics Letters of Poland, kwartalnika naukowego Polskiego Stowarzyszenia Fotonicznego. W latach 2009–2010 pełnił funkcję pierwszego Redaktora Naczelnego tego czasopisma, a obecnie jest Przewodniczącym Rady Programowej. Od roku 2014 pełni funkcję Redaktora Naczelnego International Journal of Electronics and Telecommunications – kwartalnika naukowego Komitetu Elektroniki i Telekomunikacji PAN. Od roku 2004 jest Redaktorem Międzynarodowej Monograficznej Serii Wydawniczej „Nauka i Technika Akceleratorowa”, obejmującej kilkadziesiąt tomów [VII 2015], i wydawanej we współpracy CERN i PW w ramach europejskich projektów badawczych techniki akceleratorowej EuCARD.

## Działalność badawcza i współpraca z przemysłem
Obszar jego zainteresowań naukowych to, między innymi, zagadnienia fotoniki, techniki światłowodowej, łączności optycznej, telekomunikacji światłowodowej, optycznego Internetu terabitowego, materiałów fotonicznych, metamateriałów optycznych, zaawansowanych metod pomiarowych systemów elektronicznych, oraz budowy systemów elektronicznych i fotonicznych dla techniki kosmicznej, eksperymentów fizyki wielkich energii, laserów na swobodnych elektronach, fuzyjnych eksperymentów plazmowych. Jest autorem lub współautorem ok. 2000 publikacji i raportów naukowych, kilkunastu monografii i podręczników. Wypromował kilku doktorów nauk technicznych, a kilku jego wychowanków i bliskich młodszych współpracowników osiągnęło samodzielność naukową. Jego publikacje są indeksowane w kraju w: Polskiej Bibliografii Naukowej, Bazie danych OPI Nauka Polska, Federacji Bibliotek Cyfrowych, Zintegrowanym Systemie Informacji o Nauce i Szkolnictwie Wyższym Pol-ON, BazTech, oraz zagranicą w bazach danych: Biblioteki Kongresu USA, ORCID, ResearcherID, ResearcherGate, OCLC WorldCat, SUDOC, ISBNdb, VIAF, ISNI, Thomson Reuters World of Knowledge, i innych.
W latach 1975–2000 prowadził badania w zakresie technologii i zastosowań nowych rodzajów światłowodów nietelekomunikacyjnych, wspólnie z prof. Janem Doroszem. W wyniku tych prac powstało wiele wdrożeń przemysłowych aparatury światłowodowej, optoelektronicznej i elektronicznej w medycynie, przemyśle i badaniach naukowych. Między innymi, we współpracy z Politechniką Białostocką, Hutą szkła Białystok (J.Dorosz) oraz ITME prowadził jedne z pierwszych na świecie badań technologicznych nad światłowodami wielordzeniowymi do celów transmisyjnych i czujnikowych. Od 1995, członek – użytkownik CERN, prowadzi badania w zakresie teorii i budowy zaawansowanych systemów elektronicznych i fotonicznych (algorytmy, oprogramowanie i sprzęt) dla eksperymentów astronomicznych, plazmowych fuzyjnych i fizyki wielkich energii. Pracuje także nad zastosowaniami tych nowych rozwiązań z obszarów badawczych w przemyśle, także z zastosowaniem technik Inżynierii Internetu. Członek Kolaboracji CMS/LHC/CERN – Kompaktowy Solenoid Mionowy przy Wielkim Zderzaczu hadronowym, która była współodkrywcą Bozonu Higgsa, razem z Kolaboracją ATLAS. Współautor artykułów na temat odkrycia Bozonu Higgsa opublikowanych w Science oraz w Physics Letters B.
Członek Kolaboracji TESLA, która uruchomiła w Laboratorium DESY pierwszy na świecie laser rentgenowski na swobodnych elektronach.
Współautor artykułu na temat tego lasera w Nature Photonics. Członek Kolaboracji Skompresowanej Materii Barionowej, będącej częścią budowanej infrastruktury GSI/FAIR, budującej eksperyment do pomiaru plazmy kwarkowo-gluonowej.
Członek Kolaboracji Pi of the Sky, która zarejestrowała jeden z pierwszych i najjaśniejszych optycznych partnerów pozagalaktycznych rozbłysków gamma – GRB 080319B. Konsultant naukowy krajowego przemysłu technologii szkła optycznego, fotonicznego i światłowodów. Członek Kapituły Światowej Przemysłowej Nagrody Fotoniki „The Prism Award in Photonics Innovation”.

## Nagrody i wyróżnienia
Laureat wielu nagród i wyróżnień. W 1985 roku SPIE uhonorowała go dyplomem 35-lecia organizacji, Bellingham, WA, USA, a w 1991 godnością Fellow Member. Od 1991 Eisehower Fellow. W Amerykańskim Towarzystwie Optycznym (Washington DC) został uhonorowany stopniem Life Senior Member. Laureat nagród naukowych i dydaktycznych Rektora PW oraz stowarzyszeniowych SEP – Złotej Odznaki Honorowej SEP, medalu im prof. M. Pożaryskiego, medalu im. prof. P. Nowackiego, medalu im. prof. J. Groszkowskiego. Odznaczony Medalem Komisji Edukacji Narodowej, Złotym Krzyżem Zasługi, a w 2020 Krzyżem Kawalerskim Orderu Odrodzenia Polski.

## Publikacje
- A new boson with a mass of 125 GeV observed with the CMS experiment at the Large Hadron Collider[61], 2012.
- Observation of a new boson at a mass of 125 GeV with the CMS experiment at the LHC[62], 2012.
- Commissioning of the CMS experiment and the cosmic run at four Tesla[63], 2010.
- Polfel – free electron laser in Poland[64], 2009.
- The CMS experiment at the CERN LHC[65], 2008.
- TESLA cavity modeling and digital implementation in FPGA technology for control system development[66], 2006.
- A. Szwedowski, R. Romaniuk, Szkło optyczne i fotoniczne. Właściwości techniczne, WNT, Warszawa, 2009, ISBN 978-83-204-3536-8, s. 344
- Operation of a free electron laser from the extreme ultraviolet to the water window[67], 2007.
- Superconducting cavity driving with FPGA controller[68], 2006.
- Pi of the Sky – all sky, real-time search for fast optical transients[69], 2005.
- CMS Collaboration, CMS: The computing Project. Technical Design Report, CERN-LHCC, vol.023, s. 169, 2005. ISBN 92-9083-252-5.
- R.S. Romaniuk, Optyczny Internet terabitowy[43], KEiT PAN, Warszawa, 2001, s. 340, ISBN 83-916022-3-0, ISBN 978-83-916022-3-2.